# Presepe abruzzese

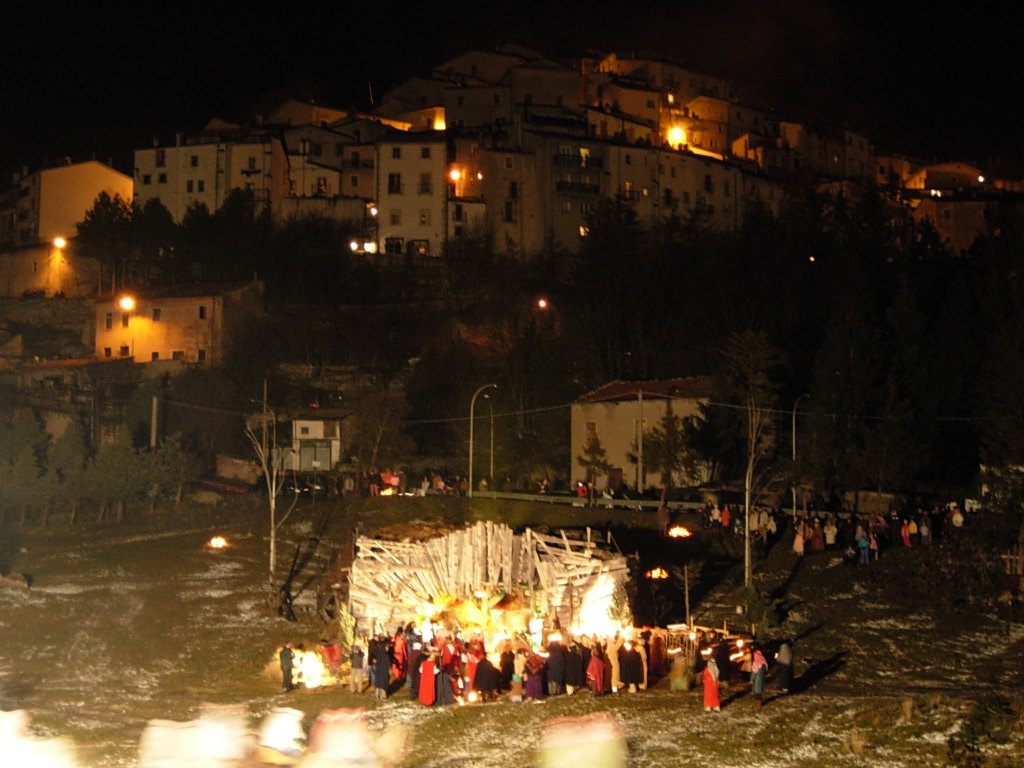
Presepe vivente di Rivisondoli

co’ la su’ brava stella inargentata,

co’ Magi, co’ pastori, per benino,

e la campagna tutta infarinata.»
(Gabriele D'Annunzio, In memoriam – XIV, 1879)

## Origini
La tradizione assegna a Penne il primo presepe d’Abruzzo. In quella città ove, nel 1216, San Francesco aveva fondato il primo convento francescano della regione, il 25 dicembre 1225 il beato Agostino d’Assisi, che due anni prima aveva assistito al Natale di Greccio, desiderò rinnovarvi la sacra rappresentazione natalizia. 
Sempre a Penne, s’incontrava un tempo, nella chiesa di San Domenico, “un presepio di rilievo” che, nella seconda metà del Cinquecento, il domenicano Serafino Razzi descriveva come «il più bello che io abbia mai veduto, e per la moltitudine, e la bellezza delle figure e per la ricchezza loro: essendo tutte messe a oro».

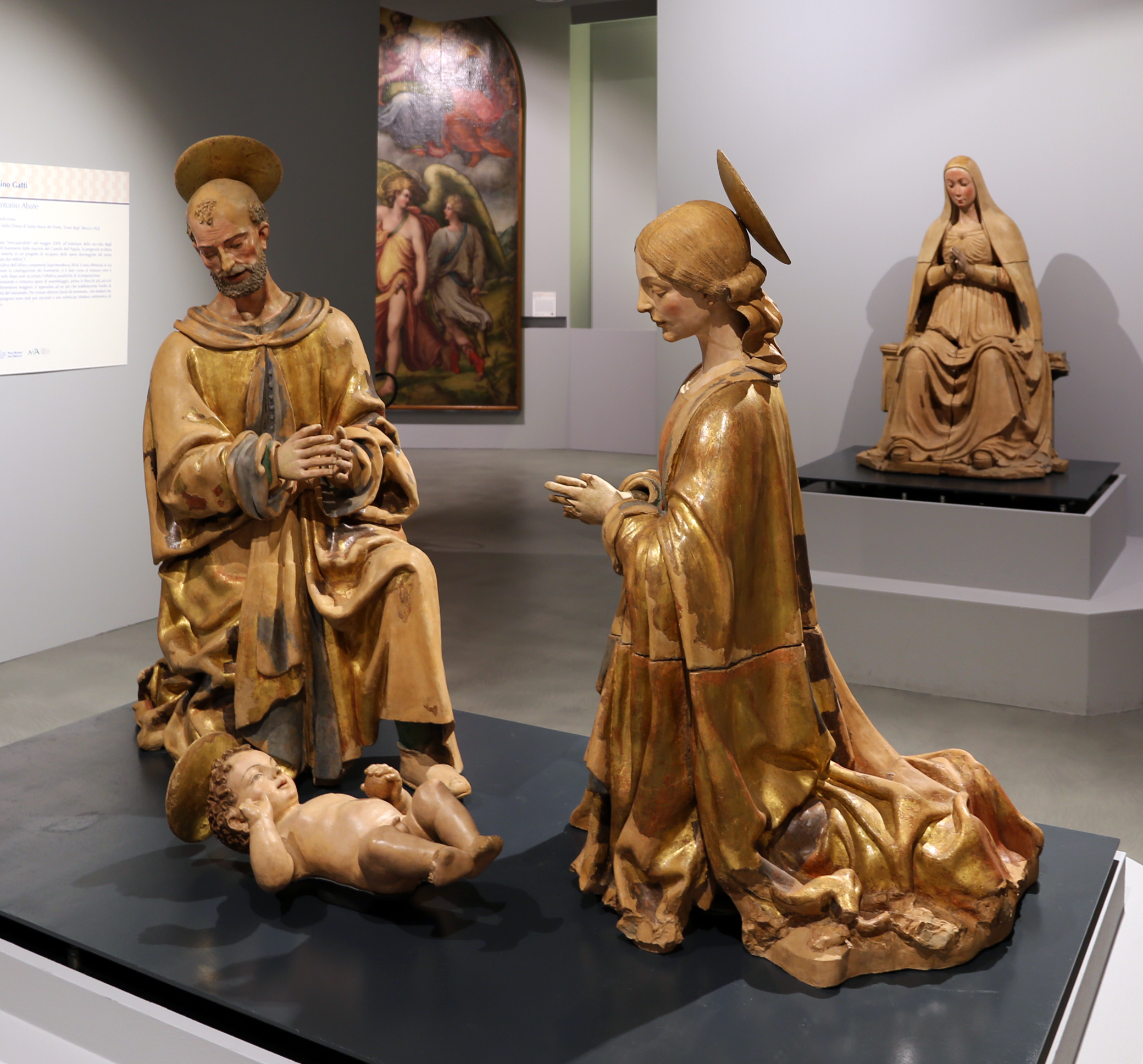
Il Presepe o Sacra Famiglia, di Saturnino Gatti (ca. 1512) dalla Collegiata di Santa Maria del Ponte a Tione degli Abruzzi, ora nel MUNDA - Museo Nazionale d'Abruzzo, L'Aquila

Il più antico presepe domestico è quello che si trovava presso la nobile famiglia Piccolomini di Celano. Secondo un inventario, redatto nel 1567, che enumera gli oggetti appartenenti alla duchessa Costanza Piccolomini, 116 erano le figurine del presepe, la cui descrizione rivela una cura alla ricerca della spettacolarità che ricorda sicuramente quella della scenografia partenopea. A darne notizia, in Italia, è il francescano Donatangelo Lupinetti il quale riferisce di una fonte tedesca alla quale si deve una straordinaria descrizione del presepe celanese.
Altra importante collezione è quella della famiglia Antinori, della fine del Seicento, scoperta in una cassa conservata nel Convento di Sant’Angelo della Pace (oggi Sant'Antonio di Padova), a Lanciano, in tempi recenti, da Giacomo de Crecchio e dal figlio Gaetano, i quali hanno ritrovato oltre cento pastori di quel presepe, liberandoli dalla polvere, fotografandoli con pazienza e perizia, ricomponendo il Presepe Antinori nel 2016, e compulsando le carte della famiglia Antinori dalla quale le sculture lignee sono giunte a noi seguendo – dalla città dell’Aquila – un intreccio infinito di parentele. Sono statue di altezza compresa tra i 50 e i 60 centimetri circa, deturpate dall’azione dei tarli, con arti snodabili e vestiti di stoffa, probabilmente da riferire a epoca tardo seicentesca oppure inizio del XVIII secolo, e che ancora oggi riescono a trasmettere una forte espressività. 
La regione ebbe numerose testimonianze anche di grandiose composizioni lignee. Damiano Venanzo Fucinese cita, tra queste, quella che la famiglia Valignani di Chieti commise per trecento ducati, come risulta da un contratto stipulato nel 1584, allo scultore spagnolo Giovanni Scimenes, abitante in Lanciano, da realizzare per la loro cappella gentilizia nel duomo teatino di San Giustino. «Non sappiamo se l’opera sia mai stata eseguita, tuttavia, l’interesse per il documento che ci rappresenta, almeno nelle intenzioni, uno dei presepi più grandi finora noti, non viene minimamente intaccato dal fatto che il lavoro non sia pervenuto fino a noi».
Tracce di un'attività fiorente, fino ai primi anni del Novecento, si raccolgono a Vasto dove nelle chiese e nelle famiglie importanti i presepi costituivano pure un interessante documento di vita locale. Tra gli artisti che si dedicarono a modellare i pastori, risultano essere addirittura i fratelli Palizzi, Giuseppe, Filippo, Nicola e Francesco Paolo: «il che è particolarmente interessante perché permette di spiegare, specie in Filippo, un certo suo realismo minuto, che ha caratterizzato, in particolare, nei suoi lavori giovanili, la sua pittura». In quella città, era conosciuto con l’appellativo di Monzù l’artista Domenico Miscione (1826-1905), autore di pupattelli.
A Chieti, nella seconda metà dell’Ottocento, Costantino Barbella scolpisce il presepe con gli arnesi propri del mestiere, al numero 10 della Calata Santa Lucia, strada del centro storico di Chieti. Conseguito il diploma di Scuola tecnica, è messo dal padre Sebastiano a lavorare nel suo negozio di chincaglierie. Egli avrebbe invece preferito dedicarsi alla realizzazione di disegni o statuette verso cui mostrava una naturale inclinazione. E, quasi per gioco, iniziò a plasmare le figurine terrine e i pastori per presepe, tutti modellati con gusto finissimo, dal commercio dei quali cominciò a trarre i primi guadagni. Nel Natale del 1868, il barone De Virgiliis, direttore del Banco di Napoli a Chieti (oggi Banca d'Italia), vedendogli vendere un gruppo di pastorelli di creta al solo prezzo di venti soldi rimproverò il genitore di non mandare il figlio a studiare scultura. Ma era ancora presto per il ragazzo uscire dalle costrizioni paterne.
Non abbiamo traccia di quella giovanile attività artistica del Barbella, però la produzione dell’età adulta ci consente di immaginare la finezza e il realismo di quei pastori.

## Abruzzo presepe d’Italia

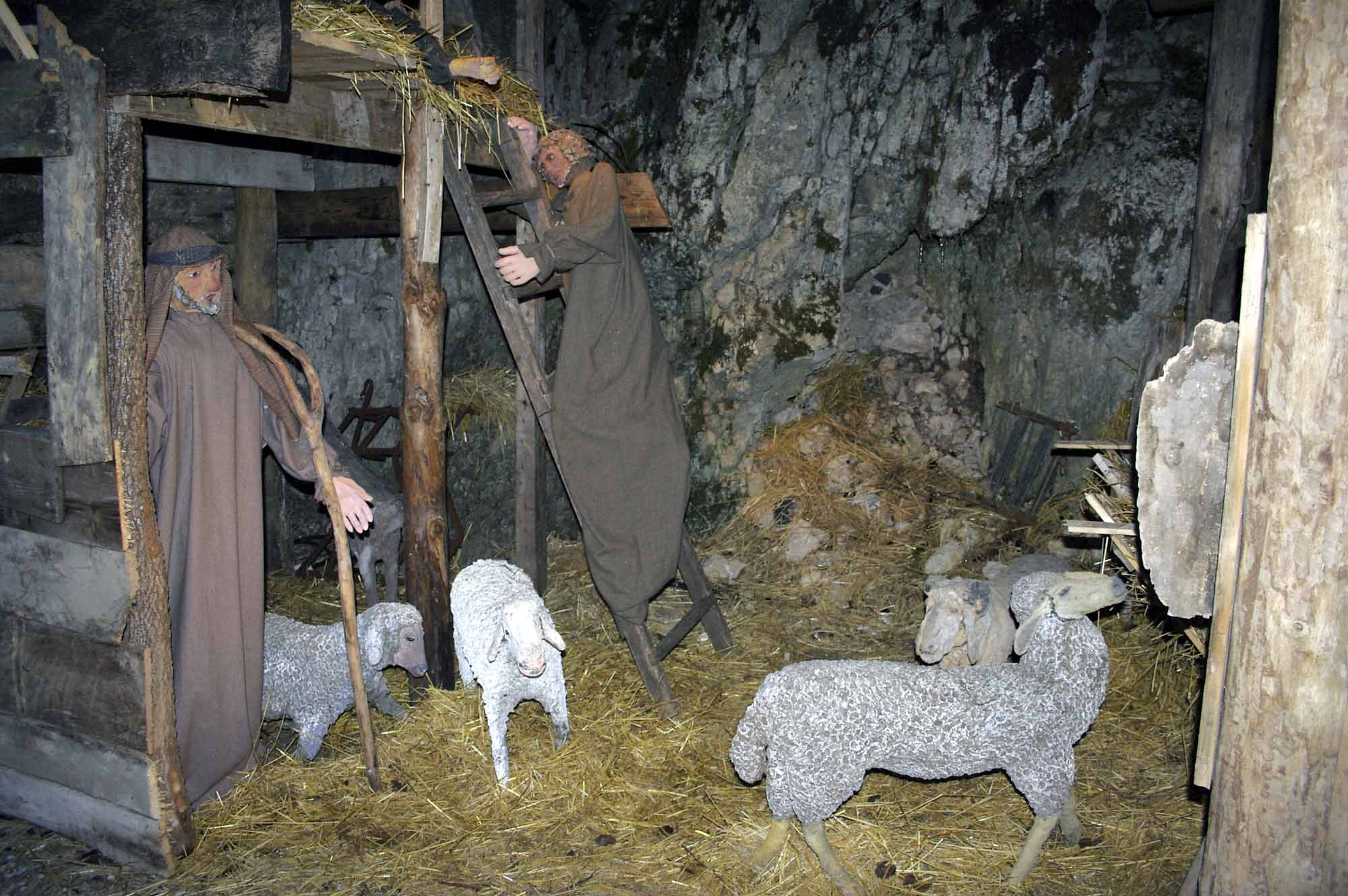
Presepe in cartapesta di Civitella Alfedena

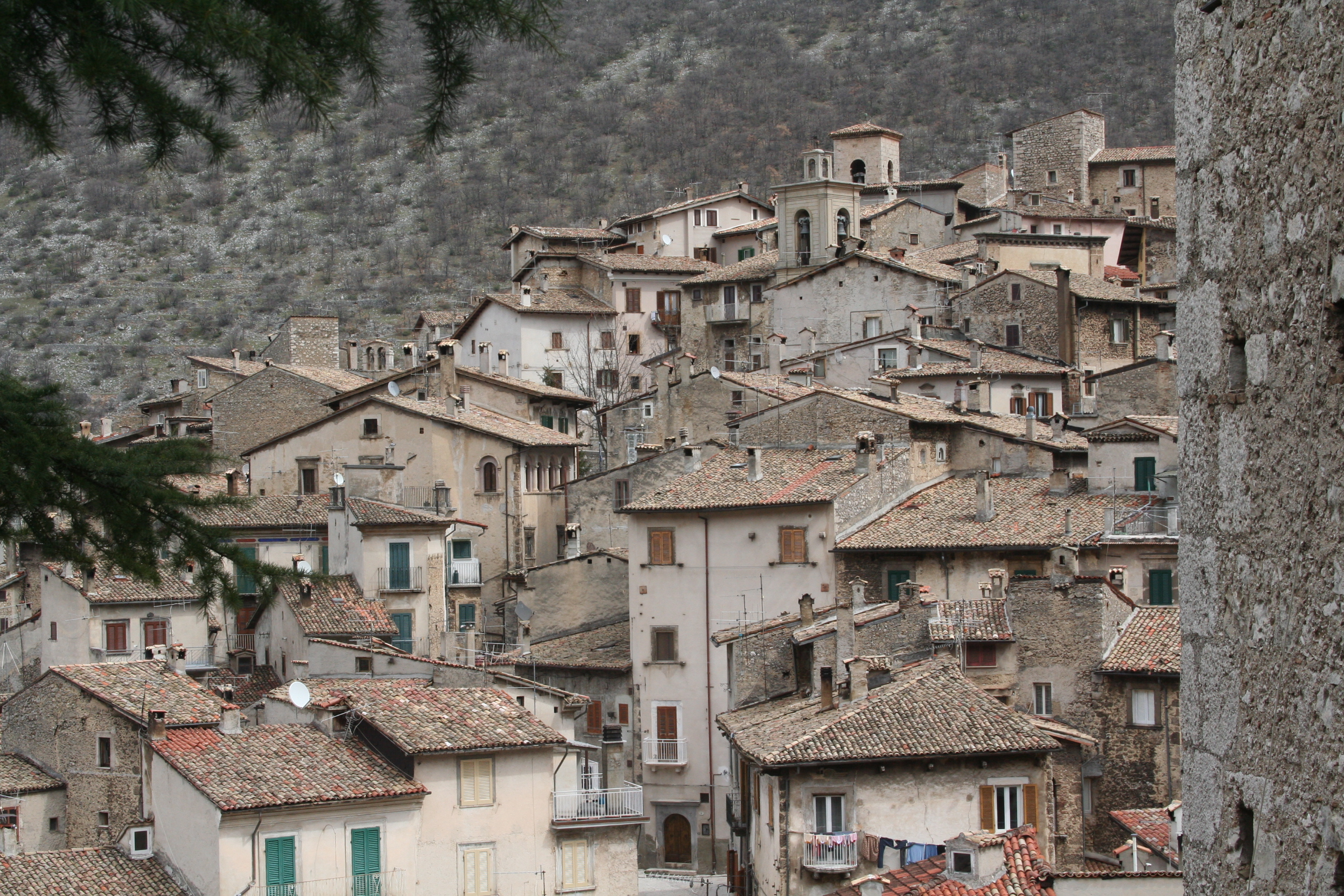
Scanno, tipico borgo a presepe

È veramente l’Abruzzo presepe d’Italia, per riprendere una felice espressione di Donatangelo Lupinetti. Non appaia, allora, casuale, né tantomeno scontata, la sensazione che lo scrittore Mario Pomilio avverte nell’attraversare il Parco Nazionale d’Abruzzo, ai primordi della sua fondazione, quando, lungo la strada in direzione di Opi, ha l’impressione di "muoversi ai bordi di un presepe".
Nel presepe abruzzese i pastori con le loro greggi e i loro strumenti costruiti da mani nodose, non percorrono tratturi, ma strade polverose che conducono a Dio. Nel nostro presepe non si assiste allo sfarzo di quello napoletano: ben più sobria è la realtà rappresentata. Qui i personaggi non sono allegri e scanzonati perché da sempre rappresentano il mondo contadino e pastorale, dedito a una quotidianità meno variegata di quella partenopea. E assume valore altro se questa realtà viene espressa attraverso la statuaria anche modesta di un presepe domestico, dove la bellezza non è tanto in quello che si realizza, ma ancor più in quello che si esprime. Pure la poesia abruzzese riprende questo mistero e, attraverso la metrica, esprime i sentimenti più sinceri.
Si rinnova l’incanto nella dimora del poeta ortonese Luigi Dommarco che come ricorda in una sua poesia dialettale Lu Preseppie (1959), con l’aiuto della moglie e dei figli, metteva su un vero e proprio cantiere dove, per almeno due mesi, risuonavano canti e allegria: «Mi facce viecchie, ma stu core none: / pi lu Prisèppie arvè ‘lla cittilanze, / artorne spinzierète pe nu ccone». Il rito del Presepe in contrapposizione alla manie moderniste dell'albero di Natale, è citato anche in una poesia dialettale dell'orsognese Plinio Silverii.
Torna, anzi "artorne", l’immagine del proprio padre a fare da regista a un manipolo di figli, nella lirica del chietino Raffaele Fraticelli. Egli descrive la magìa di quella piccola umanità ove ognuno è impegnato in un ruolo prezioso: «[...] lu punticelle sopr’a lu laghette, / la grotte, li lumine culurate, / lu fiume, le montagne e le casette; / lu Bambenelle ‘entr’a la magnatore, / mentre la neve avè ngasciàte fore».
È il 1912 quando il poeta dialettale Cesare De Titta raccoglie le note delle «zampogne del Natale / di porta in porta nella dolce sera, […] come un leggero batter d’ali»., e pensa «a uno stuolo di monelli // ch’ora fanno il presepe e son più buoni / e parlan anche a noi, spersi nel mondo, / del Bambino Gesù negli occhi belli». Due anni dopo, nel "Natale del 1914", il poeta non avverte più il suono delle zampogne, ma gran pianto fra gli uomini, mentre «nei luoghi della guerra / ardon case e presepi». Eppure, in quella notte di dicembre, il messaggio d’amore di De Titta è rivolto ai “bimbi d’Abruzzo” perché crescendo possano «divenire / uomini senza divenir feroci».

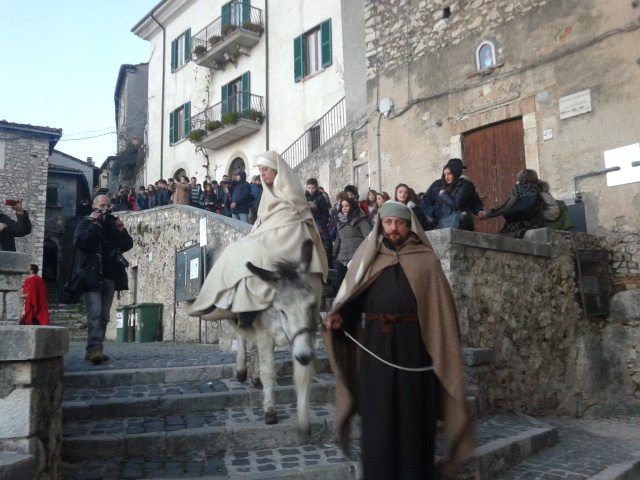
Presepe vivente di Pereto

Al 1927 risale la Natività di Tommaso Cascella, in ceramica di Rapino dipinta, ispirata alla tela del Rubens, conservata ora nella Sala consiliare del Palazzo della Provincia di Chieti. Consta di un trittico in maiolica, in cui sono evidenti gli elementi abruzzesi, come i costumi di Sant'Anna, San Giuseppe, la Madonna, i pastori e gli zampognari, lo sfondo del paese di Rapino e la Maiella.

## Il presepe oggi
La regione, che ha sviluppato l’espressione artistica del presepe vivente (l’allestimento del Presepe vivente a Rivisondoli resta il più noto e suggestivo), sta invece smarrendo la tradizione artigianale.
Resistono, queste piccole figure, nel borgo di Pacentro, grazie agli ultimi maestri, come Marco Angelilli, epigoni della scuola di Giuseppe Avolio (1883-1962) il quale aveva ereditato dal proprio genitore la passione per l’arte figulina, creando statuine (i pasquarielle) ispirate ai popolani della sua Valle Peligna; resistono a Castelli dove padre e figlio, Vincenzo e Antonio Di Simone, modellano per diletto figurine, nella loro bottega i cui muri sono intrisi di quell’odore che sa di fatica secolare. Resistono ancora per la ‘semplice passione’ di qualche collezionista e di qualche ‘artista d’occasione’ come il chietino Giuseppe Di Iorio che crea in canna vegetale le sue fantasie, memore di un interesse per la manualità, trasmessogli sin da piccolo dal nonno e da uno zio pastore; e l’aquilano Piero Boschetti che trasforma i paesaggi abruzzesi in pietra, legno e sughero, in una sintesi superba della dedizione totale che si respirava in famiglia. 
A costoro, citati per memoria diretta, si aggiungono i tanti appassionati che artigianalmente riproducono scene antiche di vita dei loro paesi, all’interno delle quali ambientano la nascita di Gesù, come da oltre trent’anni Gino Di Benedetto e Fabrizia Di Girolamo, ripropongono a Torricella Sicura, nel museo etnografico dedicato alle “Genti della Laga”, attraverso una straordinaria esposizione di oggetti della civiltà contadina e pastorale; e come, sempre nel Teramano, Giovanni Gavioli, a Montorio al Vomano, nell’ex chiostro degli Zoccolanti, intaglia e intarsia scorci di una lontana novella, mosso da un profondo convincimento religioso. Mentre ad Atessa, nel Chietino, c’è chi ricostruisce scorci caratteristici del centro storico cittadino con una suggestiva successione di ‘quadri’, «magistralmente realizzati in paesaggi ed ambienti appositamente costruiti».

## Presepe monumentale di Castelli
Contemporaneo è il “Presepe monumentale” di Castelli, realizzato nel decennio 1965-1975, con intesa tra allievi e docenti del locale Istituto d’Arte “F.A. Grue”. In quegli anni furono prodotte 54 statue apprezzate in esposizioni in Italia e all’estero. Il "Presepe monumentale", come ormai viene comunemente chiamato questo complesso scultoreo entrato a buon diritto nella storia della ceramica castellana, è esposto ed è visitabile in appositi locali presso l’Istituto Statale d’Arte "F.A. Grue" di Castelli nell'ex convento francescano, sede anche del Museo della ceramica di Castelli. Il "Presepe Monumentale" è opera dello stesso Istituto, che nel decennio 1965-1975 organizzò la sua attività didattica attorno al tema natalizio e produsse, con mirabile intesa di allievi e professori, le 54 statue a grandezza naturale offerte oggi alla suggestione del visitatore. 
Il primo gruppo, costituito dalla Sacra famiglia (la Madonna, S. Giuseppe, il Bambinello) fu realizzato insieme con lo zampognaro, la pastorella con brocca, il suonatore con flauto di Pan, la bimba con bambola. Successivamente la prosecuzione del lavoro ha registrato nel corso degli anni gli avvenimenti della contemporaneità sociale, mettendo in sintonia di volta in volta l’evento "presepe" con la conquista della luna, il Concilio Vaticano II, l’abolizione della pena di morte. Oltre che a Castelli, dove la prima esposizione avvenne sul sagrato della Chiesa Madre nel dicembre del 1965, il Presepe nel Natale del 1970 fu esposto ai Mercati di Traiano a Roma e qualche anno dopo, per circa tre mesi, a Gerusalemme, Betlemme e Tel Aviv. Il successo e l’apprezzamento furono enormi, ma anche i danni subiti da alcune statue nei vari spostamenti furono grandi.
Meritano sicuramente maggiore attenzione le figure del primo periodo ossia la Madonna, San Giuseppe e il Bambinello, in quanto stilisticamente condizionano anche le opere successive. Da una parte la semplicità della struttura, risolta con due elementi essenziali, un cilindro o colonna (il corpo) su cui poggi a una sfera (testa), dall’altra gli elementi descrittivi e decorativi applicati sopra. Le parti anatomiche del corpo, braccia, gambe, piedi, sono quasi completamente cancellate. I particolari descrittivi che troviamo soprattutto nelle teste, capelli, barba, i particolari anatomici dei visi sempre descritti con linguaggio infantile e simbolico, hanno la sola funzione di rendere riconoscibili i personaggi.

## Il Presepe abruzzese nell'arte
Oltre al Presepe monumentale di Castelli, si ricorda il cosiddetto Presepe "Antinori", appartenuto alla famiglia del Cardinale e storico patrio Anton Ludovico Antinori, fabbricato da artigiani napoletani nel 1769 circa, consistente in oltre 100 pezzi, giunto a Lanciano col trasferimento della famiglia da L'Aquila, e poi passato a Luigi Maranca Antinori, per poi passare nel 1969, con donazione dei familiari Antinori al convento di Sant'Antonio di Padova a Lanciano. L'opera, di pregevole fattura e tra i presepi più interessanti d'Abruzzo, è stato restaurato e ricomposto parzialmente nel 2016, consta di 108 pezzi, è stato esposto solo con una ventina di pezzi dal 2016 al 2019 presso il Convento. Attende un restauro completo è una collocazione definitiva per le mostre. 

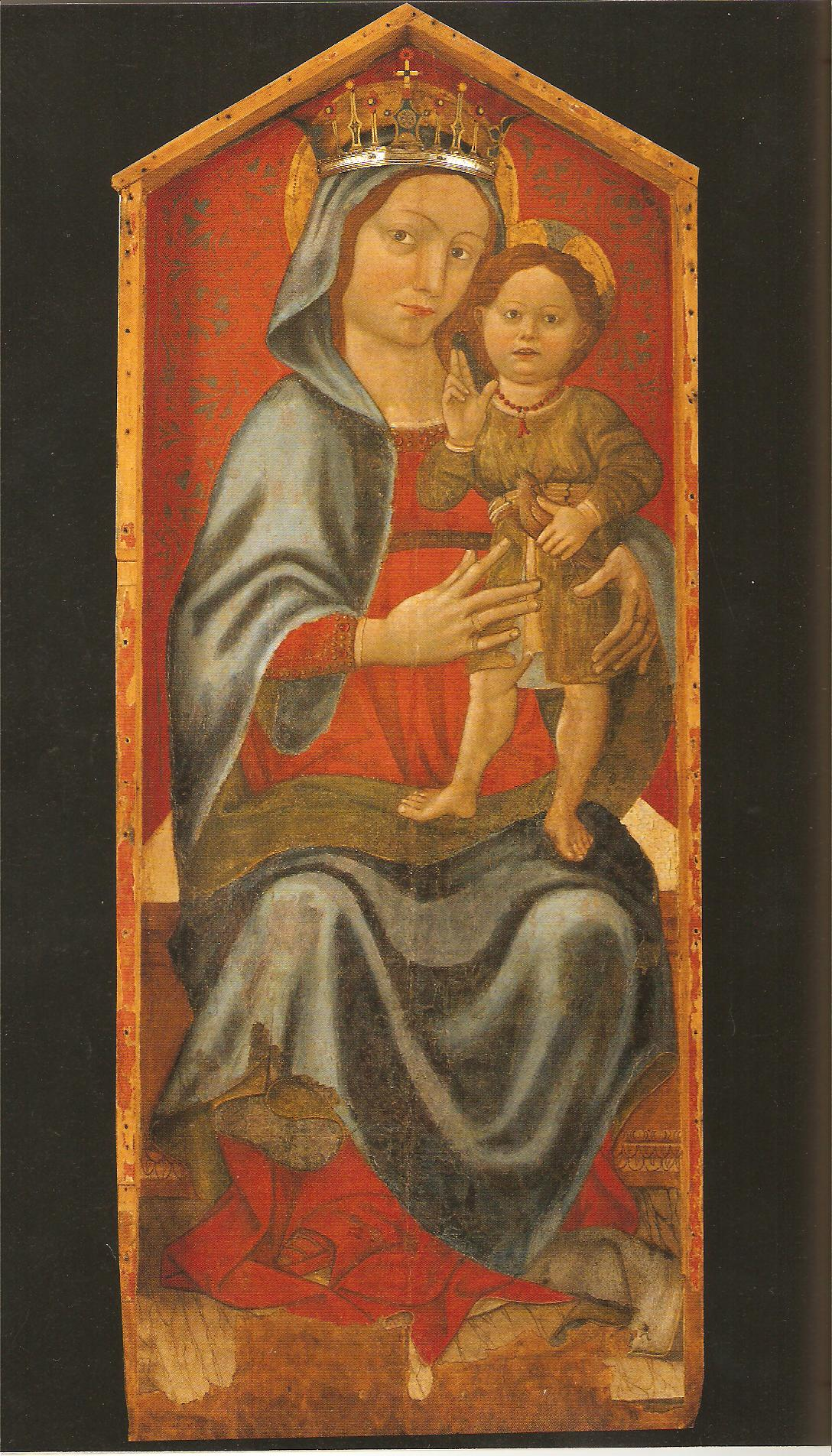
Andrea De Litio, "Madonna col Bambino", chiesa della Madonna del Lago, Moscufo

L'organizzazione dell'esposizione dei presepi a Lanciano è rappresentata dall'Associazione "Amici del Presepio" e dall'Associazione "Amici di Lancianovecchia", che ha avviato la rassegna nel 1990 presso l'auditorium Diocleziano sotto la Basilica cattedrale, ospitando artisti della regione e associazioni varie per la mostra annuale. 
Tra i vari maestri lancianesi si ricorda Peppe Candeloro, affrescatore anche di chiese cittadine, poi Paolo Spoltore e altri. Altro centro abruzzese noto per l'artigianato nel Presepe è Atessa, in cui è stato allestito un Museo permanente del Presepio nell'ex mercato coperto in piazza Guglielmo Oberdan; altre mostre del Presepio si tengono a Pescara, L'Aquila, Chieti (solitamente nell'atrio del Convitto nazionale Giambattista Vico), Montesilvano, Città Sant'Angelo, Pacentro, Pianella, a Vasto si tiene un concorso del Presepe in miniatura.
A Sulmona, dove si trova la stazione della Transiberiana d'Italia, il giorno dell'Immacolata Concezione (8 dicembre), parte il "Treno dei Presepi", che attraverso il vecchio tracciato ferroviario Sulmona-Carpinone. A Villalago, borgo vicino Scanno, si organizza il cosiddetto Presepio subacqueo nel lago di San Domenico.

### I Presepi viventi in Abruzzo
Il Presepe vivente più antico della regione è quello di Rivisondoli che si rappresenta  il giorno dell'Epifania.  Risale al 1951 e fu allestito dalla popolazione locale come segno di rinascita dopo le devastazioni della seconda guerra mondiale. Amcira oggi con un concorso si seleziona la ragazza che deve rappresentare la "Madonnina d'Abruzzo". Per il Bambino si sceglie, come nel Presepe di S. Eugenio, l'ultimo nato dell'anno.
Sulla scia di Rivisondoli, diversi comuni abruzzesi hanno allestito elle rassegne del Presepe vivente, sfruttando angoli e scorci dei centri storici. I più noti sono i Presepi viventi di:
- Sant'Eusanio del Sangro, istituito nel 1978
- Montenero di Bisaccia, dal 1984
- Camarda di L'Aquila, istituito nel 1990
- Chieti rione Civitella, dal 1995
- Giulianova alta, dal 1998
- San Buono, dal 1998
- Vasto, dal 2000
- Canistro superiore, dal 2010